# Warmth
Warmth is een nummer van de Britse band Bastille. Het werd uitgebracht op 9 september 2016 en is een van de nummers op het album Wild World. Het nummer wist enkel in België in de hitlijsten te staan, met als piek een tweede plaats in de Ultratip 100.

## Muziekvideo
Op 5 december werd er een video op YouTube geplaatst voor dit nummer. Dit is echter geen officiële muziekvideo, maar een video van de opname van dit nummer in de Capitol Studios. Dit duurt 3 minuten en 58 seconden.